# Premiile muzicale Radio România Actualități 2008
A șasea gală a premiilor muzicale Radio România a fost ținută pe 16 martie 2008 în Sala Radio din București, având ca scop recunoașterea celor mai populari artiști români din anul 2013. A fost transmisă în direct pe stațiile Radio România Actualități și Radio România Internațional, difuzată pe posturile TVR 1, TVR HD și TVR Internațional și prezentată de Luminița Anghel și Bogdan Pavlică. Premiul Artistul anului i-a revenit [[]]. 

## Spectacole
| Artiști                     | Melodii |
| --------------------------- | ------- |
| Loredana                    | „”      |
| Andra                       | „”      |
| Ștefan Bănică Jr.           | „”      |
| Proconsul                   | „”      |
| DJ Project                  | „[[]]”  |
| Taxi                        | „”      |
| 3 Sud Est                   | „”      |
| Crush + Alexandra Ungureanu | „”      |
| Mandinga                    | „”      |
| Zoia Alecu                  | „”      |
| Lucia Dumitrescu            | „”      |
| Trupa Veche                 | „”      |
| 4 Kids                      | „”      |

## Prezentatori
- [[]] - a prezentat premiul pentru .
- [[]] - a prezentat premiul pentru .
- [[]] - a prezentat premiul pentru , revendicat de [[]] în numele .
- [[]] - a prezentat premiul pentru .
- [[]] - a prezentat premiul pentru .
- [[]] - a prezentat premiul pentru .
- [[]] și [[]] - i-au înmânat Premiul  lui [[]].
- [[]] - a prezentat premiul pentru .
- - a prezentat premiul Big Like - Facebook.
- [[]] și [[]] - au prezentat premiul .
- [[]] și [[]] - i-au înmânat Premiul pentru întreaga carieră compozitorului [[]].
- [[]] - a prezentat premiul .
- [[]] - a prezentat premiul .
- [[]] - a prezentat premiul pentru .
- [[]] - a prezentat premiul pentru Cea mai bună voce masculină.
- [[]] - a prezentat premiul .
- [[]] - a anunțat premiul .

## Câștigători și nominalizați
| Artistul anului | Debutul anului                                                       |                              |
| --- | -------------------------------------------------------------------- | ---------------------------- |
| - [[]] - - - - - - - \| valign="top"\| | Cel mai bun interpret                                                | Cea mai bună interpretă      |
| - ' - - - \| valign="top"\| |                                                                      |                              |
| Piesa anului | Albumul anului                                                       |                              |
| - „[[]]” - [[]] și - „” - **„[[]]” - **„[[]]” - [[]] și **„[[]]” - **„” - \| valign="top"\|                                                                    | Cel mai bun cântec pop                                               | Cel mai bun cântec pop-dance |
| - „” - [[]] - „” - [[]] și **„” - [[]] și - „” - **„” - **„” – **„” – \| valign="top"\| - „” - [[]] și [[]] - „” - [[]], [[]] și **„” - [[]] și **„[[]]” - \|- | Cel mai bun cântec pop-rock                                          | Cel mai bun grup pop-rock    |
| - „[[]]” - [[]] - „” - **„” - [[]] și **„” - **„” - [[]] și \| valign="top"\|                                                                                  | Omul cu chitara                                                      | Cel mai bun compozitor       |
| [[]] \| [[]] \|- | Cel mai bun mesaj                                                    | Cel mai bun duet             |
| - „” - [[]] - „” - **„” - **„” - **„” - **„” - [[]] și | - „” – [[]] și [[]] - „” - [[]] și **„” - [[]] și **„” - [[]] și \|- |                              |

## Premii speciale
Ediția din 2014 a premiilor a inclus  categorie specială, care să nu aibă parte de nominalizări anterioare. Premiul pentru întreaga carieră a fost oferit lui [[]].